# Jozef Menich
Jozef Menich (sinh 15 tháng 9 năm 1994) là một hậu vệ bóng đá Slovakia hiện tại thi đấu cho câu lạc bộ Fortuna Liga MFK Ružomberok.

## Sự nghiệp câu lạc bộ

### MFK Ružomberok
Menich ra mắt tại Fortuna Liga cho MFK Ružomberok trước Spartak Myjava ngày 6 tháng 8 năm 2016.